# Robert Iwanowitsch Roschdestwenski

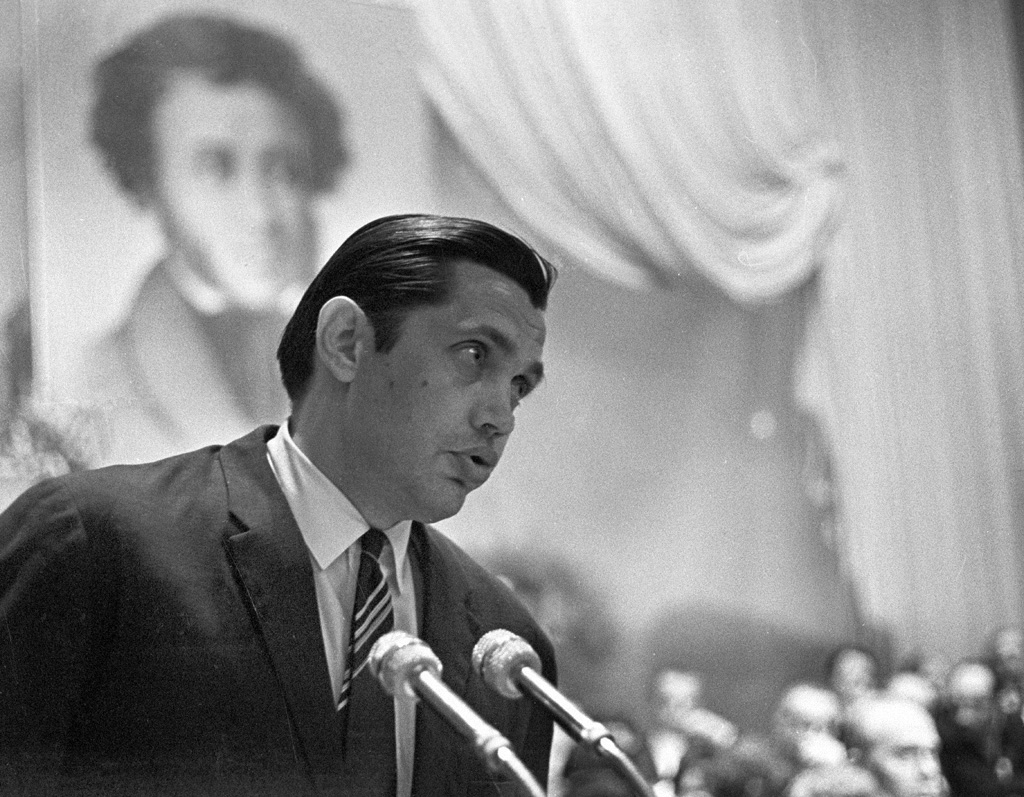
Robert Roschdestwenski (1969)

Robert Iwanowitsch Roschdestwenski (russisch Роберт Иванович Рождественский, wiss. Transliteration Robert Ivanovič Roždestvenskij; * 20. Juni 1932 im Dorf Kossicha in der Region Altai; † 19. August 1994 in Peredelkino) war ein russischer Schriftsteller.

## Lebenslauf
Einen Großteil seiner Jugend verbrachte der 1932 geborene Roschdestwenski in der Stadt Omsk. Sein Vater war Offizier und fiel 1945 während des Zweiten Weltkrieges. Seine Mutter war als Ärztin an der Front tätig und gab den Sohn zur Großmutter. Nach deren Tod kam der junge Robert Iwanowitsch mit 9 Jahren in ein Waisenhaus. Bereits während der Schulzeit begann er, sich für Gedichte und Literatur zu interessieren. Sein erster Gedichtband wurde 1950 veröffentlicht. Nach Abschluss der Schule begann er ein Studium an der Universität von Petrosawodsk. Von 1951 bis 1956 setzte er sein Studium am literaturwissenschaftlichen Institut in Gorki fort, wo er 1956 auch seinen Abschluss erlangte. 
In den 1950er und 1960er Jahren während der Tauwetter-Periode schloss er sich einer Gruppe von Schriftstellern an, die mit den strikten Vorstellungen des sozialistischen Realismus brachen. Er verfasste lyrisch-deklamatorische Gedichte und versuchte, die Versform Majakowskis weiterzuentwickeln. In seiner Lyrik behandelte er zahlreiche Themen, u. a. Liebe, Raumfahrt und Auslandsreisen. Anfang der 1960er Jahre stieg seine Bekanntheit durch zahlreiche Lesungen seiner Gedichte, vor allem an Universitäten und Hochschulen. Manche seiner Poeme wurden in deutscher Übersetzung in Anthologien publiziert.
Im Jahre 1979 wurde er mit dem Staatspreis der UdSSR ausgezeichnet. Ab 1986 setzte sich Roschdestwenski für eine stärkere Demokratisierung der russischen Politik ein und unterstützte die Forderungen nach Glasnost und Perestroika.
Im Jahr 2004 veröffentlichte Roschdestwenskis Tochter Xenia Roschdestwenskaja (* 1970) ein Buch über Roschdestwenskis Schaffen. Das Buch wurde zunächst nur in einer Auflage von 1.000 Stück gedruckt. Im Buch finden sich zuvor unveröffentlichte Gedichte, seltene Privatfotografien, von Roschdestwenski gesammelte Zeitungsausschnitte und Notizen seiner Kollegen und Freunde. Nach überragenden Kritiken in vielen russischen Tageszeitungen wurde es in einer größeren Auflage gedruckt.